# 사프란

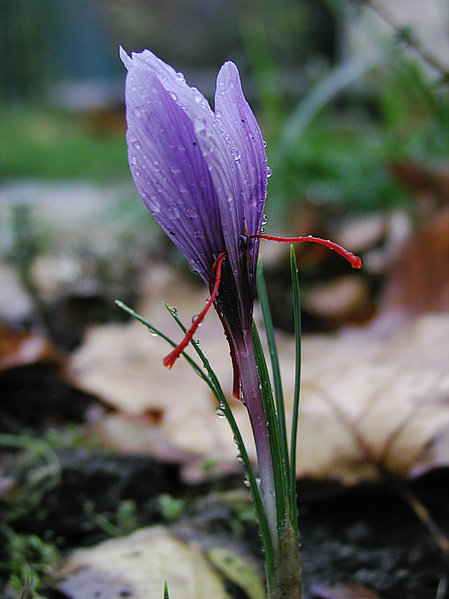
붉은 암술대가 있는 사프란 크로커스의 꽃

사프란(saffron, 페르시아어: زَعْفَرَان)은 붓꽃과에 속하는 식물인 사프란 크로커스(saffron crocus, 학명: Crocus sativus) 꽃의 암술대를 건조시켜 만든 향신료이다. 암술대는 3개이며 이 부분을 말려서, 요리할 때 조미료로 쓰거나 염료로 쓴다. 지난 수십 년간 무게로 따졌을 때 가장 비싼 향신료였던 사프란은 서남아시아가 원산지다.
사프란은 쓴맛, 그리고 요오드포름 또는 건초와 비슷한 향기가 특색인데, 이는 피크로크로신(picrocrocin)과 사프라날(safranal)이라는 화학 물질 때문이다. 또한 사프란은 카로테노이드(carotenoid) 색소와 크로신(crocin)이라는 화학 물질 때문에, 음식에 넣었을 때 풍부한 황금빛 내지는 노란 색조를 띠게 된다. 이러한 특색 때문에 사프란은 전 세계적으로 음식 재료로 수요가 많다. 사프란은 또한 의학적 용도도 갖고 있다.
영어의 saffron이란 단어는, 라틴어 단어 safranum에서 온 12세기 고대 프랑스어 용어인 safran에서 비롯되었다. 라틴어 Safranum은 이탈리아어 zafferano와 스페인어 azafrán과도 관련이 있다. Safranum은 페르시아어 za'farān (زَعْفَرَان)을 경유해 "노랗다"는 뜻을 가진 아랍어 aṣfar (أَصْفَر)로부터 비롯되었다.

## 거래와 효용

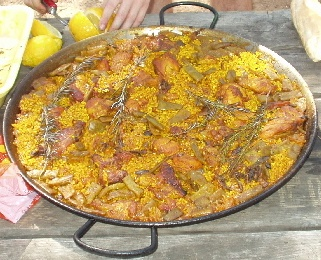
사프란은 스페인 발렌시아의 요리인 빠에야의 3대 재료 중 하나이며, 노란 색을 띠게 한다

감정가들에 따르면 사프란의 향은 풀 또는 건초의 향취가 있는 금속성 꿀 향기를 연상시킨다고 하며, 그 맛은 건초와 같은, 약간 쓴 맛이라고 한다. 사프란은 또한 음식에 첨가하여, 보기에 아름다운 노란색이나 오렌지 색을 내는 데 쓰인다. 사프란은 이란 요리, 아랍 요리, 중앙아시아 요리, 유럽 요리, 인도 요리, 튀르키예 요리, 모로코 요리 등에 널리 사용되며, 과자와 술에 들어가기도 한다. 의학적으로도 사프란은 오랫동안 민간 요법의 한 부분으로 이용되어 왔을 뿐만 아니라, 현대 의학에서도 항암 작용이나 항산화 작용 따위의 효과가 있는 것으로 밝혀지고 있다. 사프란은 또한 중국과 인도를 위시한 여러 나라에서 직물 염색제로 쓰여왔고, 또 향료로도 쓰였다.
사프란은 서쪽으로 지중해에서 동쪽으로 카슈미르에 이르는 지대에서 대부분 생산된다. 연간 전 세계적으로 약 300톤이 생산된다. 그 중에서도 이란이 전 세계 생산량의 94%를 독점한다. 그 외의 주요 생산국으로는 스페인, 인도, 그리스, 아제르바이잔, 모로코, 이탈리아 등이 있다. 건조된 사프란 1파운드를 만드는 데 5만~7만 5천 송이의 꽃이 필요하며, 이만큼의 꽃을 재배하려면 축구장 넓이의 땅이 필요하다. 15만 송이의 꽃을 따는 데 40시간 가량의 노동이 요구된다. 사프란 추출시, 암술대는 신속하게 건조되고 밀폐된 용기에 담긴다. 사프란의 가격대는 파운드당 미화 500달러에서 5000달러까지 형성되는데, 서양에서 평균 소매 가격은 파운드당 1000달러 가량이다. 사프란 1파운드는 7만~20만개의 암술대로 이루어진다.